# Serviços industriais de Genebra
Os Serviços industriais de Genebra (SIG) são uma empresa suíça com sede no Le Lignon em Genebra, Suíça,cuja área de serviços está ligada á electricidade, aquecimento, gás natural, água (potável ou usada).
Os associados da SIG são o Estado de Genebra 55 %, a cidade de Genebra 30 %e as comunas genebrinas 15 % e fornece serviços a 250 000 clientes espalhados pela cidade de Genebra. Respeitosa do meio ambiente fornece energia proveniente das  energias renováveis (solar, fotovoltaica, energia eólica e geotérmica) e lançou a programa éco21 destinado a reduzir o consumo eléctrico nos lares .

## Património
Um dos símbolos fortes do SIG, e o ex-libris da cidade de Genebra, é o Jet d'Eau  e os seus 30 m .
Além deste, os SIG gere ou administra a Pont de la Machine, uma estação de incineração, dois locais de tratamento de águas residuais e três barragens.

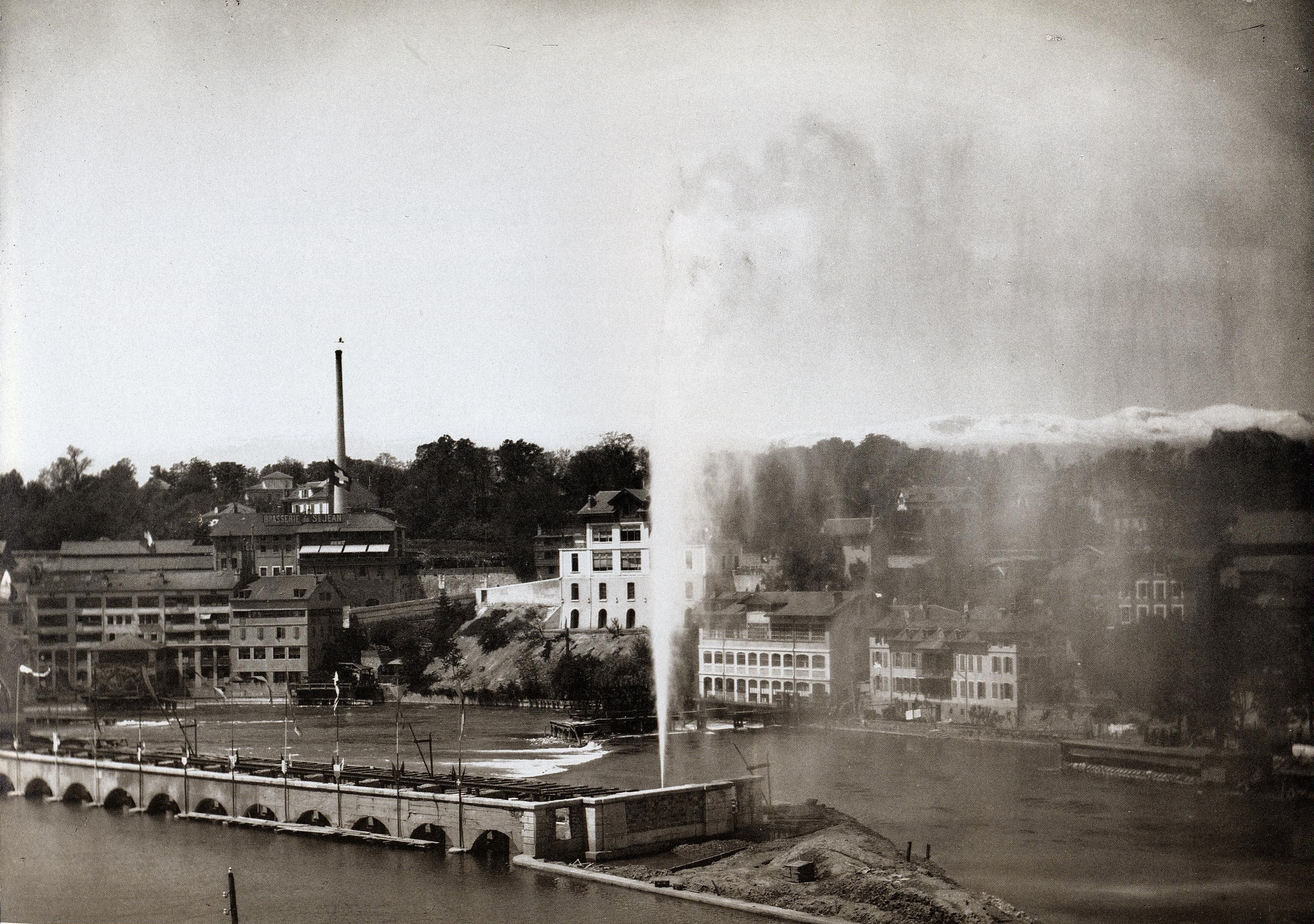
Cerca de 1890 na localização original